# Ferrouranium
Le ferrouranium, aussi écrit ferro-uranium pour ne pas laisser d'ambigüité sur sa prononciation, est un ferroalliage d'uranium, généralement de l'uranium appauvri depuis la Seconde Guerre mondiale. Il contient de 35 à 50 % d'uranium et 1,5 à 4 % de carbone.
Le ferrouranium peut être utilisé en tant que désoxydant (il est plus efficace que le ferrovanadium), pour retirer l'azote de l'acier, pour produire des carbures, et tant qu'élément d'alliage. Dans les alliages ferreux, l'uranium augmente la limite d'élasticité et la résistance à la rupture. Dans les aciers rapides, il a été utilisé pour augmenter la ténacité et la résistance dans des niveaux allant de 0,05 % à 5 %[réf. souhaitée]. Les aciers alliés avec de l'uranium ont de bonnes propriétés aux températures cryogéniques ; les alliages de nickel-uranium ne se corrodent pas dans des milieux très acides et oxydants : ils résistent notamment à l'eau régale.
Ces alliages ne se sont pas avérés commercialement viables à terme. Quoi qu'il en soit, pendant et après la Première Guerre mondiale, des aciers dopés à l'uranium ont été utilisés comme acier à outils, et d'appréciables quantités de ferrouranium ont été produites entre 1914 et 1916. À la fin des années 1950, l'apparition d'importants stocks d'uranium appauvri aux États-Unis relance la recherche sur la production et l'utilisation d'alliages d'acier contenant de l'uranium, mais aucun débouché majeur n'est identifié.
Au moins deux composés intermétalliques de fer et d'uranium ont été identifiés : U6Fe et UFe2. De faibles quantités d'uranium peuvent fortement baisser le liquidus du fer, et vice-versa. Le point de fusion du UFe2 a été mesuré à 1 230 °C, celui du U6Fe à 805 °C, un mélange des deux pouvant même fondre à 725 °C, alors qu'un mélange de fer et de UFe2 fond à 805 °C.
Comme le ferrouranium se dissout complètement dans des acides minéraux, son analyse chimique est facile.